# Petrovskaïta
La petrovskaïta és un mineral de la classe dels sulfurs. El seu nom fa referència a Nina Vasil'evna Petrovskaya (1910-1991), mineralogista russa especialista en dipòsits d'or, de l'Institut de Geologia de Dipòsits Minerals, Petrologia, Mineralogia i Geoquímica de Moscou, Rússia. Fou descoberta el 1984 al dipòsit d'or de Maikain, al districte de Pavlodar, nord-est del Kazakhstan. Fou descrita per G.V. Nesterenko, A.I. Kuznetsova, N.A. Pal'chik i Y.G. Lavrent'ev.

## Característiques
La petrovskaïta és un mineral d'argent, or, sofre i seleni. Químicament és un sulfur-selenur de fórmula AuAg(S,Se), de color gris fosc. La seva duresa oscil·la entre 2 i 2,5 a l'escala de Mohs, i la seva densitat és de 9,5 g/cm³. És un mineral que cristal·litza en el sistema monoclínic, formant cristalls microscòpics, és a dir, visibles només amb microscopis.
Segons la classificació de Nickel-Strunz, la petrovskaïta pertany a «02.BA: sulfurs metàl·lics amb proporció M:S > 1:1 (principalment 2:1) amb coure, argent i/o or» juntament amb els següents minerals: calcocita, djurleita, geerita, roxbyita, anilita, digenita, bornita, bellidoita, berzelianita, athabascaïta, umangita, rickardita, weissita, acantita, mckinstryita, stromeyerita, jalpaïta, selenojalpaïta, eucairita, aguilarita, naumannita, cervel·leïta, hessita, chenguodaita, henryita, stützita, argirodita, canfieldita, putzita, fischesserita, penzhinita, petzita, uytenbogaardtita, bezsmertnovita, bilibinskita i bogdanovita.

## Formació i jaciments
La petrovskaïta es troba en dipòsits d'or entre 60 i 65 metres de profunditat. Sol trobar-se associada a altres minerals com l'or i la clorargirita. Se n'ha trobat als dipòsits d'or de Maikain (Pavlodar, Kazakhstan), a la mina Broken Hill (Waikato, Nova Zelanda), a Uchaly (Bashkortostan, Rússia) i a la mina Cannon (Wenatchee, Washington, Estats Units).